# Mborguené
Mborguené est un village camerounais de la région de l'Est. Il se situe dans le département de Lom-et-Djérem et dépend de la commune de Bétaré-Oya et du canton de Laï. 
Un autre village du même nom, Mborguené, se trouve dans la commune voisine de Garoua-Boulaï. 

## Population
D'après le recensement de 2005, Mborguené comptait 664 habitants. Il en comptait 905 en 2011 dont 350 jeunes de moins de 16 ans et 155 enfants de moins de 5 ans.

## Infrastructures
Le plan communal de développement de Bétaré-Oya (2011) indique la construction d'une aire de séchage du manioc à Mborguené, ainsi que d'une pépinière forestière et de deux forages et un puits d'eau.